# Sonate pour piano no 8 de Mozart
Pour les articles homonymes, voir Sonate pour piano (homonymie).
La Sonate pour piano no 8 en la mineur, K. 310 / 300d de Wolfgang Amadeus Mozart est une sonate pour piano qui a été composée à Paris dans l'été 1778, alors que Mozart avait 22 ans. C'est la première des deux sonates pour piano écrites dans une tonalité mineure, l'autre étant la Sonate pour piano no 14 en ut mineur K. 457.

## Analyse
La sonate se compose de trois mouvements.
- Allegro maestoso, en la mineur, à , 133 mesures, deux sections répétées deux fois (première section : mesures 1 à 49 et seconde section : mesures 50 à 133)
- Andante cantabile con espressione, en fa majeur, à 
, 86 mesures, deux sections répétées deux fois (première section : mesures 1 à 31 et seconde section : mesures 32 à 86)
- Presto, en la mineur, à 
, 252 mesures. Les mesures 143 à 174 sont en la majeur et sont divisées deux sections répétées deux fois (première section : mesures 143 à 158 et seconde section : mesures 159 à 174)

La durée de l'interprétation est d'environ 22 minutes.
Introduction de l'Allegro maestoso
Introduction de l'Andante cantabile con espressione
Introduction du Presto

## Utilisation cinématographique
De larges extraits de cette sonate sont entendus à plusieurs reprises dans la bande-son du film d’animation japonais Piano Forest, réalisé par Masayuki Kojima et sorti en 2007. Cette sonate joue un rôle important dans l'intrigue, étant le morceau imposé lors du concours musical, montré à la fin du film, auquel se sont préparés les jeunes pianistes qui sont les personnages principaux de cet anime.